# Walter Guion

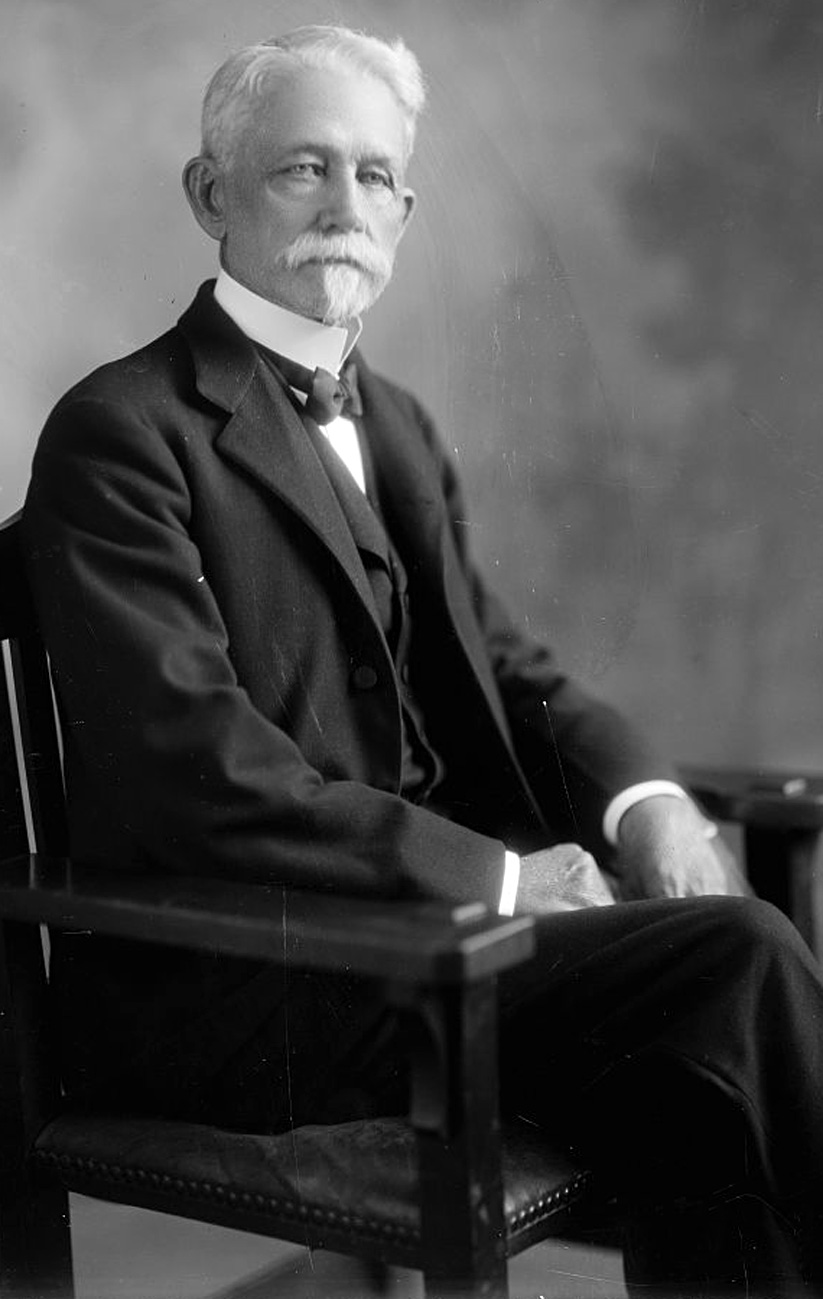
Walter Guion

Walter Guion (* 3. April 1849 bei Thibodaux, Louisiana; † 7. Februar 1927 in New Orleans, Louisiana) war ein US-amerikanischer Jurist und Politiker (Demokratische Partei), der den Bundesstaat Louisiana im Senat vertrat.
Walter Guion wurde zunächst zuhause unterrichtet. Später besuchte er das Jefferson College im St. James Parish. Im Jahr 1866 zog er in das benachbarte Assumption Parish, wo er von 1870 bis 1871 als stellvertretender Urkundsbeamter (Deputy Clerk) am dortigen Gerichtshof beschäftigt war. Zeitgleich studierte er die Rechtswissenschaften, wurde 1870 in die Anwaltskammer aufgenommen und begann im Assumption Parish, im Lafourche Parish und im Ascension Parish zu praktizieren. Zwischen 1888 und 1892 amtierte er als Richter im 20. Gerichtsbezirk des Staates; von 1892 bis 1900 war er in gleicher Funktion im 27. Bezirk tätig. Schließlich übte er von 1900 bis 1912 das Amt des Attorney General von Louisiana aus.
Im Jahr 1913 wurde Guion von US-Präsident Woodrow Wilson als Nachfolger von Charlton Reid Beattie zum Bundesstaatsanwalt für den östlichen Distrikt von Louisiana ernannt, was er bis zu seinem Rücktritt 1917 blieb. Danach arbeitete er wieder als Rechtsanwalt in Napoleonville und Convent. Nach dem Eintritt der Vereinigten Staaten in den Ersten Weltkrieg stand er dem Freistellungsausschuss für Ost-Louisiana vor und gehörte ferner dem staatlichen Verteidigungsrat an.
Nach dem Tod von US-Senator Robert F. Broussard am 12. April 1918 wurde Walter Guion von Louisianas Gouverneur Ruffin Pleasant zu dessen Nachfolger im Kongress ernannt. Er nahm sein Mandat in Washington, D.C. vom 22. April 1918 bis zum 5. November desselben Jahres wahr; während dieser Zeit war er Vorsitzender des Committee on Coast and Insular Survey. Nachdem ihn der bei der Nachwahl siegreiche Edward James Gay abgelöst hatte, kehrte Guion nach Louisiana zurück. Bis zu seinem Tod betrieb er eine Anwaltskanzlei in New Orleans.